# Open de Tenis Comunidad Valenciana 2007 - Qualificazioni singolare
Le qualificazioni del singolare  dell'Open de Tenis Comunidad Valenciana 2007 sono state un torneo di tennis preliminare per accedere alla fase finale della manifestazione. I vincitori dell'ultimo turno sono entrati di diritto nel tabellone principale. In caso di ritiro di uno o più giocatori aventi diritto a questi sono subentrati i lucky loser, ossia i giocatori che hanno perso nell'ultimo turno ma che avevano una classifica più alta rispetto agli altri partecipanti che avevano comunque perso nel turno finale.
Le qualificazioni del torneo Open de Tenis Comunidad Valenciana 2007 prevedevano 32 partecipanti di cui 4 sono entrati nel tabellone principale.

## Teste di serie
1. Iván Navarro (ultimo turno)
2. Albert Portas (ultimo turno)
3. Gorka Fraile (secondo turno)
4. Marcel Granollers (Qualificato)

1. Pablo Andújar (Qualificato)
2. Juan Antonio Marín (primo turno)
3. Alan Mackin (ultimo turno)
4. Marc Fornell-Mestres (Qualificato)

## Qualificati
1. Marc Fornell-Mestres
2. Pablo Andújar

1. Augustin Gensse
2. Marcel Granollers

## Tabellone

### Legenda
| - Q = Qualificato - WC = Wild card - LL = Lucky loser | - ALT = Alternate - SE = Special Exempt - PR = Protected Ranking | - w/o = Walkover - r = Ritirato - d = Squalificato |

### Sezione 1
|  | Primo turno          | Primo turno               | Primo turno               | Primo turno | Primo turno |  |  | Secondo turno | Secondo turno        | Secondo turno        | Secondo turno        | Secondo turno |   |   | Ultimo turno | Ultimo turno | Ultimo turno | Ultimo turno | Ultimo turno |  |
|  |                      |                           |                           |             |             |  |  |               |                      |                      |                      |               |   |   |              |              |              |              |              |  |
|  | 1                    | Iván Navarro              | Iván Navarro              | 6           | 6           |  |  |               |                      |                      |                      |               |   |   |              |              |              |              |              |  |
|  |                      | Miquel Perez Puigdomenech | Miquel Perez Puigdomenech | 1           | 0           |  |  | 1             | Iván Navarro         | 6                    | 4                    | 6             |   |   |              |              |              |              |              |  |
|  | Daniel Gimeno Traver | Daniel Gimeno Traver      | Daniel Gimeno Traver      | 6           | 6           |  |  |               | Daniel Gimeno Traver | 4                    | 6                    | 2             |   |   |              |              |              |              |              |  |
|  | Valery Rudnev        | Valery Rudnev             | Valery Rudnev             | 4           | 2           |  |  |               |                      |                      |                      |               |   |   | 1            | Iván Navarro | 6            | 5            | 62           |  |
|  | Bruno Rodriguez      | Bruno Rodriguez           | 4                         | 6           | 6           |  |  |               |                      | 8                    | Marc Fornell-Mestres | 3             | 7 | 7 |              |              |              |              |              |  |
|  | Tomislav Perić       | Tomislav Perić            | 6                         | 1           | 1           |  |  |               | Bruno Rodriguez      | Bruno Rodriguez      | 1                    | 2             |   |   |              |              |              |              |              |  |
|  | 8                    | Marc Fornell-Mestres      | Marc Fornell-Mestres      | 6           | 6           |  |  | 8             | Marc Fornell-Mestres | Marc Fornell-Mestres | 6                    | 6             |   |   |              |              |              |              |              |  |
|  |                      | David Škoch               | David Škoch               | 3           | 0           |  |  |               |                      |                      |                      |               |   |   |              |              |              |              |              |  |

### Sezione 2
|  | Primo turno         | Primo turno           | Primo turno           | Primo turno | Primo turno |  |  | Secondo turno | Secondo turno    | Secondo turno | Secondo turno | Secondo turno |   |   | Ultimo turno | Ultimo turno  | Ultimo turno  | Ultimo turno | Ultimo turno |  |
|  |                     |                       |                       |             |             |  |  |               |                  |               |               |               |   |   |              |               |               |              |              |  |
|  | 2                   | Albert Portas         | 3                     | 6           | 7           |  |  |               |                  |               |               |               |   |   |              |               |               |              |              |  |
|  |                     | David Marrero         | 6                     | 2           | 65          |  |  | 2             | Albert Portas    | Albert Portas | 6             | 6             |   |   |              |               |               |              |              |  |
|  | David Estruch       | David Estruch         | David Estruch         | 6           | 6           |  |  |               | David Estruch    | David Estruch | 2             | 3             |   |   |              |               |               |              |              |  |
|  | Christopher Dekker  | Christopher Dekker    | Christopher Dekker    | 0           | 0           |  |  |               |                  |               |               |               |   |   | 2            | Albert Portas | Albert Portas | 3            | 1            |  |
|  | František Čermák    | František Čermák      | František Čermák      | 6           | 6           |  |  |               |                  | 5             | Pablo Andújar | Pablo Andújar | 6 | 6 |              |               |               |              |              |  |
|  | Adolfo Gomez-Pinter | Adolfo Gomez-Pinter   | Adolfo Gomez-Pinter   | 3           | 2           |  |  |               | František Čermák | 1             | 6             | 4             |   |   |              |               |               |              |              |  |
|  | 5                   | Pablo Andújar         | Pablo Andújar         | 6           | 6           |  |  | 5             | Pablo Andújar    | 6             | 4             | 6             |   |   |              |               |               |              |              |  |
|  |                     | Bartolome Salva-Vidal | Bartolome Salva-Vidal | 2           | 2           |  |  |               |                  |               |               |               |   |   |              |               |               |              |              |  |

### Sezione 3
|  | Primo turno          | Primo turno             | Primo turno          | Primo turno | Primo turno |  |  | Secondo turno | Secondo turno        | Secondo turno        | Secondo turno | Secondo turno |   |    | Ultimo turno | Ultimo turno    | Ultimo turno | Ultimo turno | Ultimo turno |  |
|  |                      |                         |                      |             |             |  |  |               |                      |                      |               |               |   |    |              |                 |              |              |              |  |
|  | 3                    | Gorka Fraile            | Gorka Fraile         | 6           | 6           |  |  |               |                      |                      |               |               |   |    |              |                 |              |              |              |  |
|  |                      | Antoine Champagne       | Antoine Champagne    | 0           | 2           |  |  | 3             | Gorka Fraile         | Gorka Fraile         | 5             | 0             |   |    |              |                 |              |              |              |  |
|  | Augustin Gensse      | Augustin Gensse         | Augustin Gensse      | 6           | 6           |  |  |               | Augustin Gensse      | Augustin Gensse      | 7             | 6             |   |    |              |                 |              |              |              |  |
|  | Jordi Marse-Vidri    | Jordi Marse-Vidri       | Jordi Marse-Vidri    | 3           | 3           |  |  |               |                      |                      |               |               |   |    |              | Augustin Gensse | 2            | 6            | 7            |  |
|  | Albert Ramos Viñolas | Albert Ramos Viñolas    | Albert Ramos Viñolas | 6           | 6           |  |  |               |                      | 7                    | Alan Mackin   | 6             | 4 | 63 |              |                 |              |              |              |  |
|  | Antoni Gomez         | Antoni Gomez            | Antoni Gomez         | 0           | 2           |  |  |               | Albert Ramos Viñolas | Albert Ramos Viñolas | 0             | 1             |   |    |              |                 |              |              |              |  |
|  | 7                    | Alan Mackin             | 7                    | 5           | 6           |  |  | 7             | Alan Mackin          | Alan Mackin          | 6             | 6             |   |    |              |                 |              |              |              |  |
|  |                      | Daniel Muñoz de la Nava | 5                    | 7           | 4           |  |  |               |                      |                      |               |               |   |    |              |                 |              |              |              |  |

### Sezione 4
|  | Primo turno                  | Primo turno                  | Primo turno                  | Primo turno | Primo turno |  |  | Secondo turno         | Secondo turno         | Secondo turno         | Secondo turno         | Secondo turno         |   |   | Ultimo turno | Ultimo turno      | Ultimo turno      | Ultimo turno | Ultimo turno |  |
|  |                              |                              |                              |             |             |  |  |                       |                       |                       |                       |                       |   |   |              |                   |                   |              |              |  |
|  | 4                            | Marcel Granollers            | 6                            | 5           | 6           |  |  |                       |                       |                       |                       |                       |   |   |              |                   |                   |              |              |  |
|  |                              | Guillem Burniol-Teixido      | 4                            | 7           | 0           |  |  | 4                     | Marcel Granollers     | Marcel Granollers     | 7                     | 6                     |   |   |              |                   |                   |              |              |  |
|  | Héctor Ruiz Cadenas          | Héctor Ruiz Cadenas          | Héctor Ruiz Cadenas          | 6           | 6           |  |  |                       | Héctor Ruiz Cadenas   | Héctor Ruiz Cadenas   | 5                     | 0                     |   |   |              |                   |                   |              |              |  |
|  | Benedikt Eger                | Benedikt Eger                | Benedikt Eger                | 0           | 0           |  |  |                       |                       |                       |                       |                       |   |   | 4            | Marcel Granollers | Marcel Granollers | 6            | 6            |  |
|  | Roberto Bautista Agut        | Roberto Bautista Agut        | Roberto Bautista Agut        | 7           | 6           |  |  |                       |                       |                       | Roberto Bautista Agut | Roberto Bautista Agut | 2 | 2 |              |                   |                   |              |              |  |
|  | Jose-Antonio Sanchez-De Luna | Jose-Antonio Sanchez-De Luna | Jose-Antonio Sanchez-De Luna | 5           | 4           |  |  | Roberto Bautista Agut | Roberto Bautista Agut | Roberto Bautista Agut | 6                     | 7                     |   |   |              |                   |                   |              |              |  |
|  |                              | Alen Bisevac                 | Alen Bisevac                 | 7           | 0           |  |  | Alen Bisevac          | Alen Bisevac          | Alen Bisevac          | 2                     | 5                     |   |   |              |                   |                   |              |              |  |
|  | 6                            | Juan Antonio Marín           | Juan Antonio Marín           | 68          | 0r          |  |  |                       |                       |                       |                       |                       |   |   |              |                   |                   |              |              |  |